# Антоніо Рінальді
Антоніо Рінальді ( італ. Antonio Rinaldi, близько 1710 — 10 квітня 1794, Рим) — італійський архітектор, представник пізнього бароко і рококо. Працював також в стилі шинуазрі. Дизайнер інтер'єрів, садів перехідної доби від бароко до рококо.

## Біографія
Місце народження, походження, дата народження митця залишилися невідомими. За припущеннями народився близько 1709–1710 років.
Архітектуру опановував в майстерні Луїджі Ванвітеллі, відомого архітектора в Неаполі, автора та будівничого садово-паркового ансамблю Казерта.

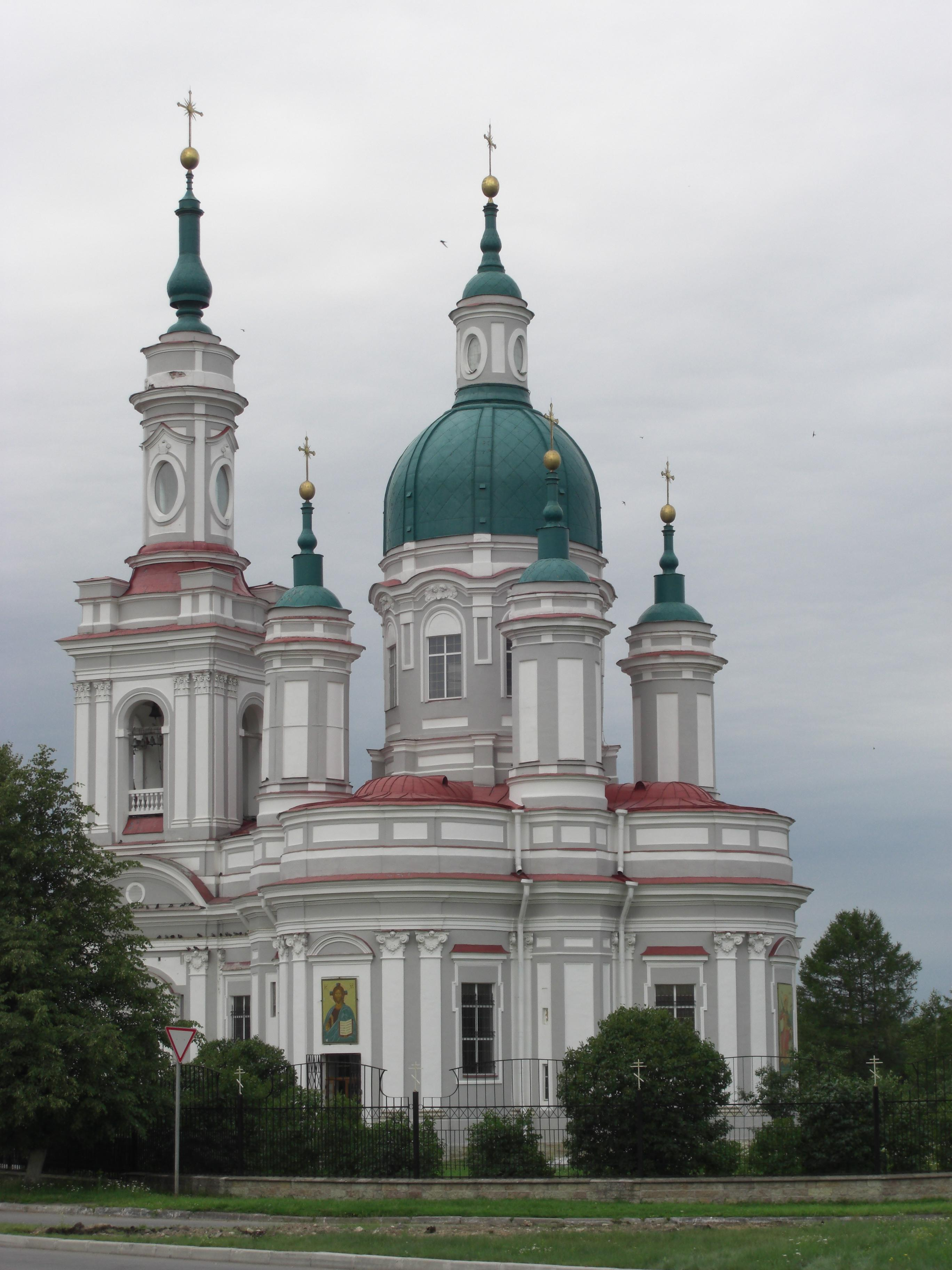
Собор Св. Катерини в Кінгісеппі.

Скорочення будівельних робіт в Італії спонукало до еміграції. За запрошенням вельможі Розумовського перебрався у 1752 р. в Україну, де короткий термін працював в містах Батурин та Глухів. Скорочення обсягу будівельних робіт в Україні спонукало до переїзду в Петербург. Став придворним архітектором великої княгині ( майбутньої імператриці Катерини ІІ). Працював в передмістях Петербурга, серед яких — Оранієнбаум, Гатчина, Царське Село (музей-заповідник). За проектами архітектора декілька церков побудовано в провінціях Російської імперії (Ямбург, нині Кінгісепп, Почеп, нині Брянська обл.)
В кінці життя повернувся в Рим, забравши з собою приватний архів та більшість креслень архітектора.Частку їх надрукував племінник митця.

### Твори в Італії
- місто Неаполь, участь в будівництві палацу Казерта
- місто Пезаро, собор монастиря Св. Магдалини
- Будівлі в монастирі Св. Августина, Рим

### Твори в Україні
- місто Батурин, дерев'яний палац Розумовського, зруйнований
- місто Глухів,палац Розумовського, зруйнований

### Твори в Оранієнбаумі
- фортеця Петерштадт,
- палац Петра ІІІ
- парк біля фортеці Петерштадт
- Китайський палац
- парк Власної дачі Великої княгині
- павільйон Катальна Горка

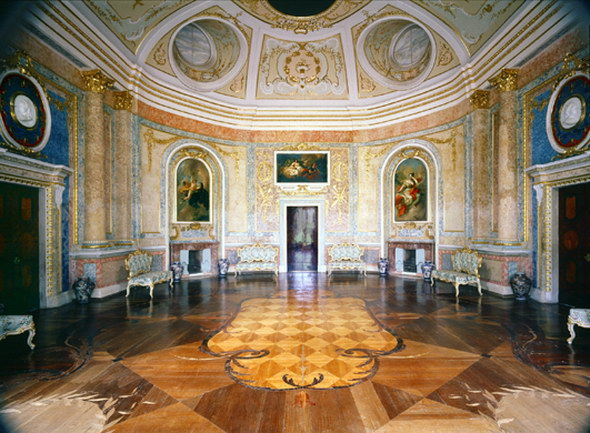
Китайський палац, Велика зала
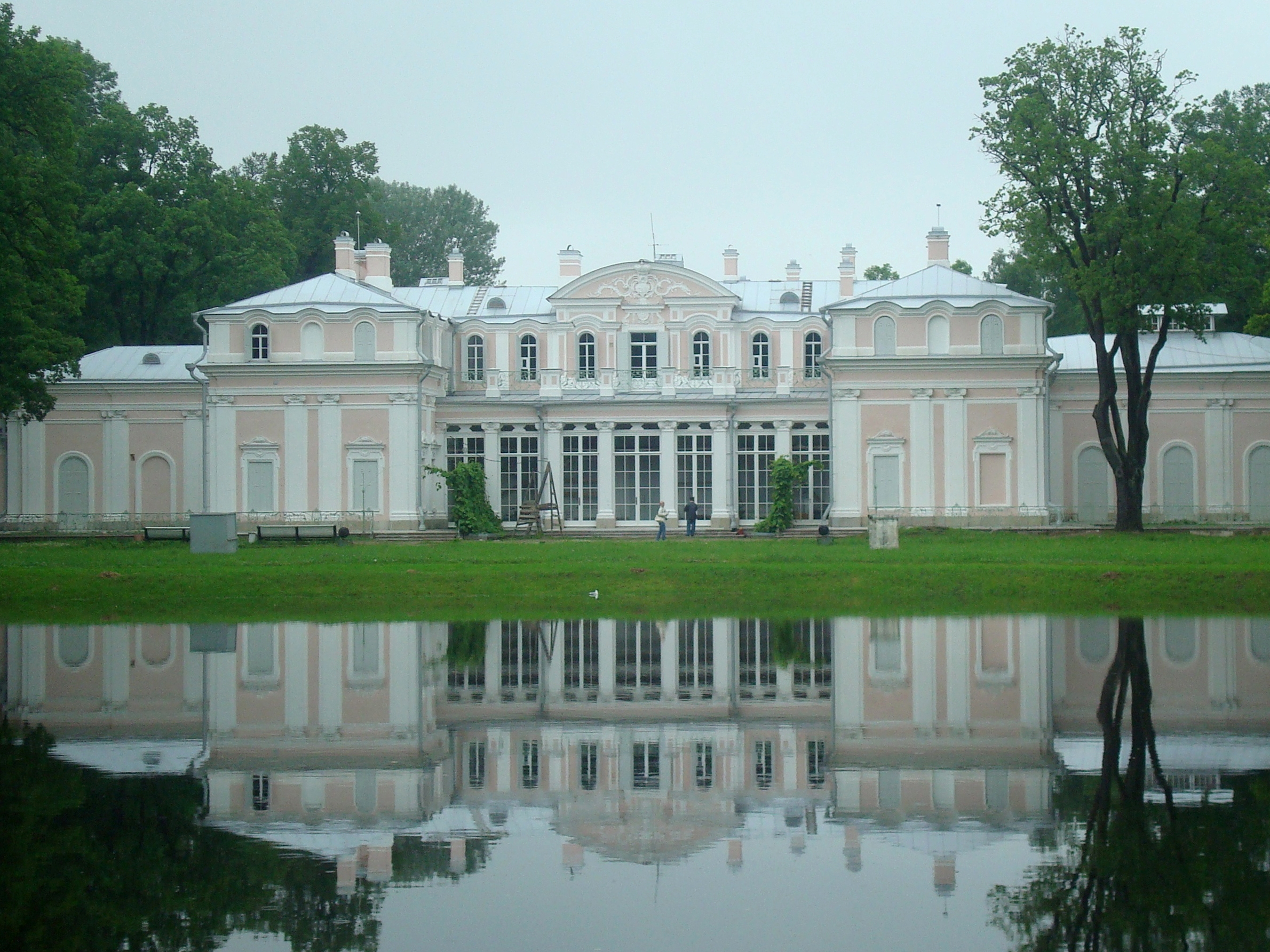
Китайський палац, фасад на ставок
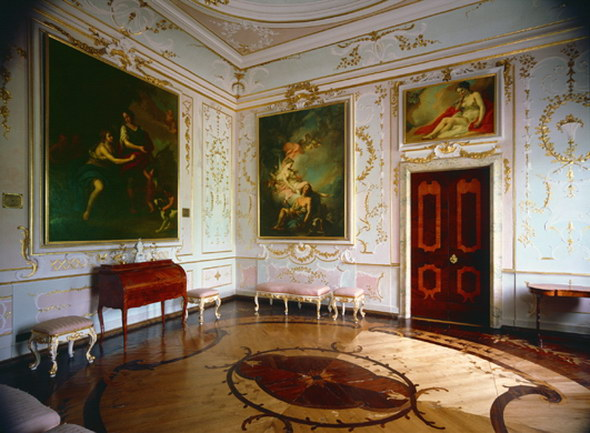
Китайський палац, Бузкова вітальня
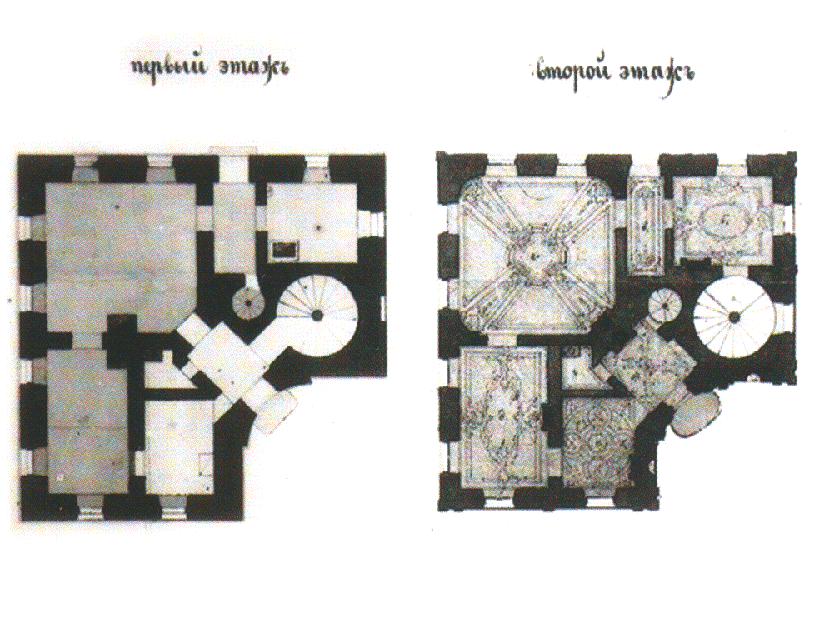
Палац для Петра ІІІ, плани 1-го та 2-го поверхів
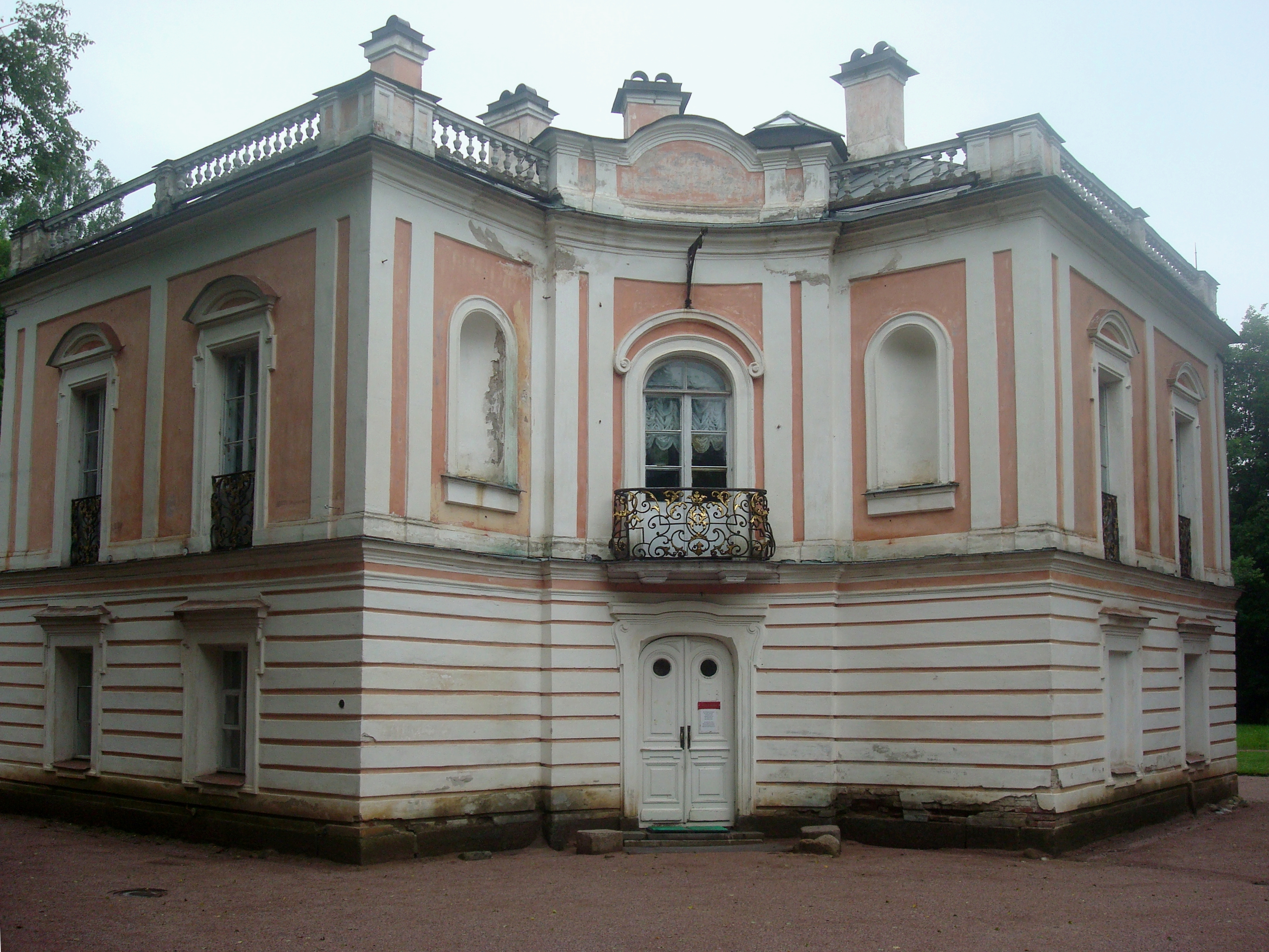
Палац для Петра ІІІ,головний фасад
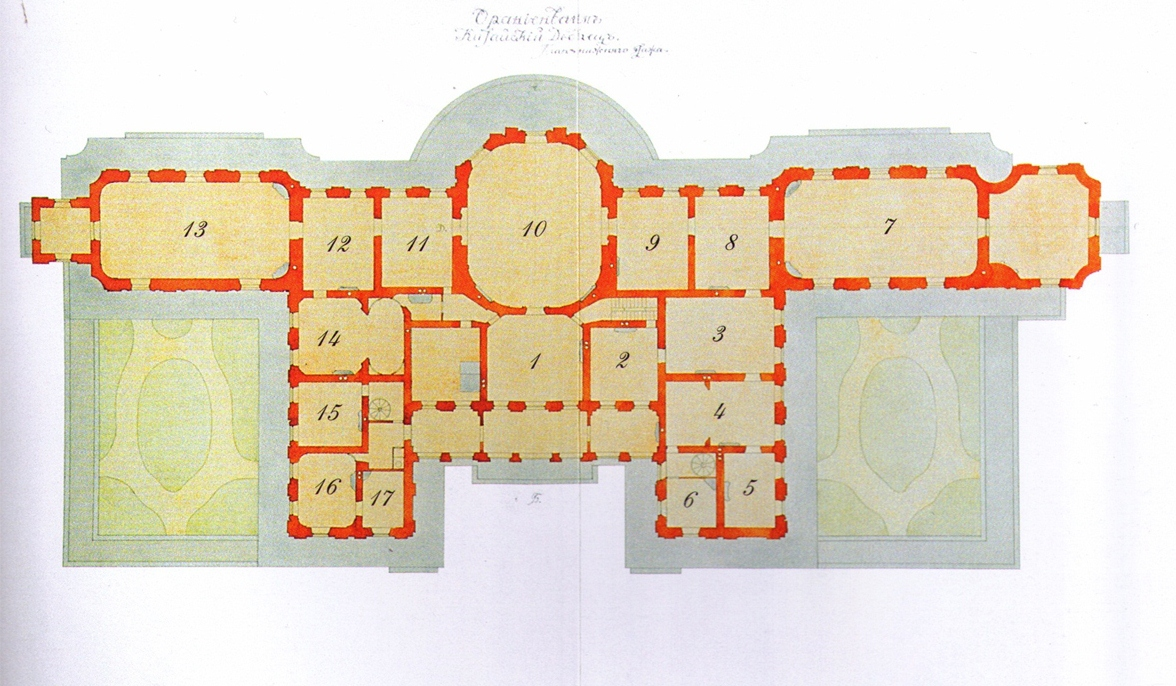
Китайський палац, поземний план

### Твори в Гатчині
- Великий Гатчинський палац
- павільйон «Луна»

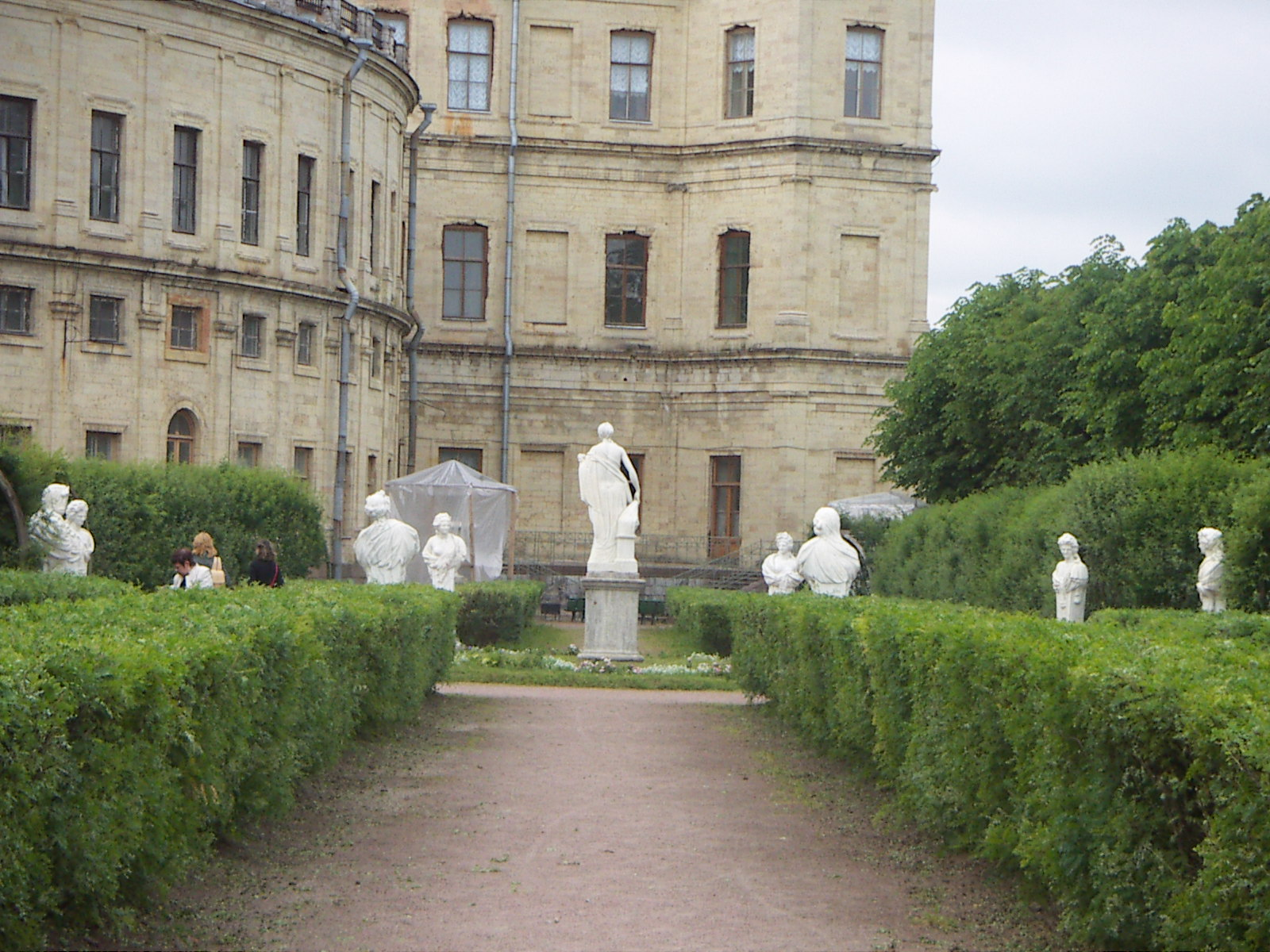
Гатчина. Так званий Власний сад
План Гатчинського палацу
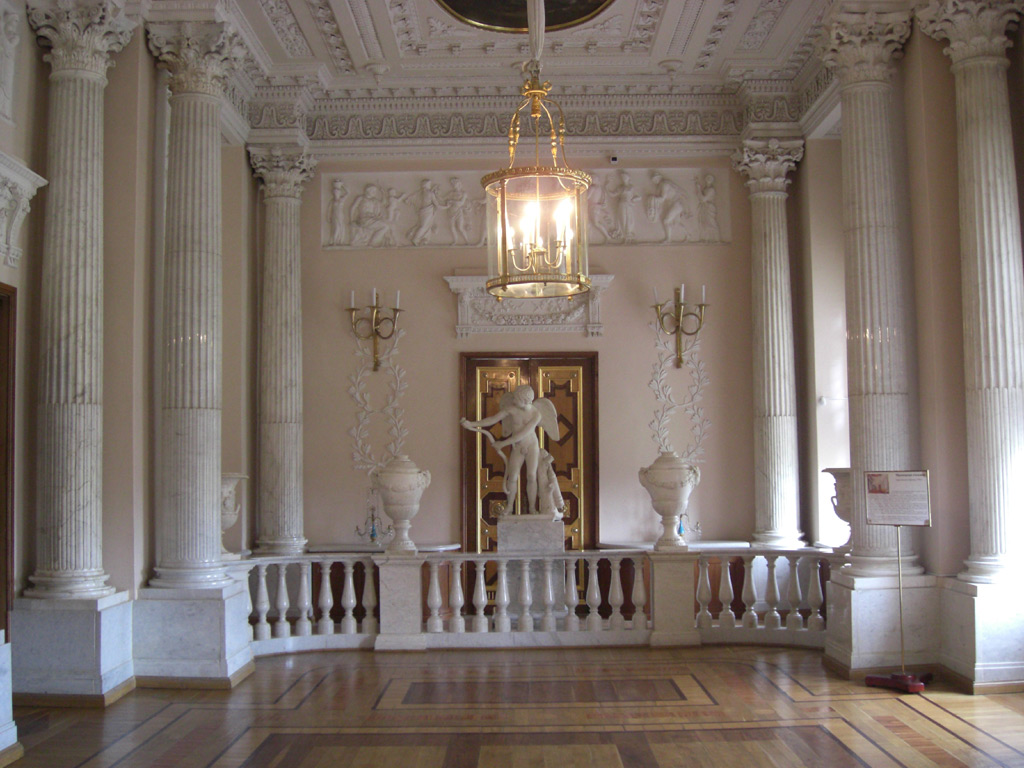
Гатчинський палац, Мармурова їдальня.

### Твори в Царському Селі

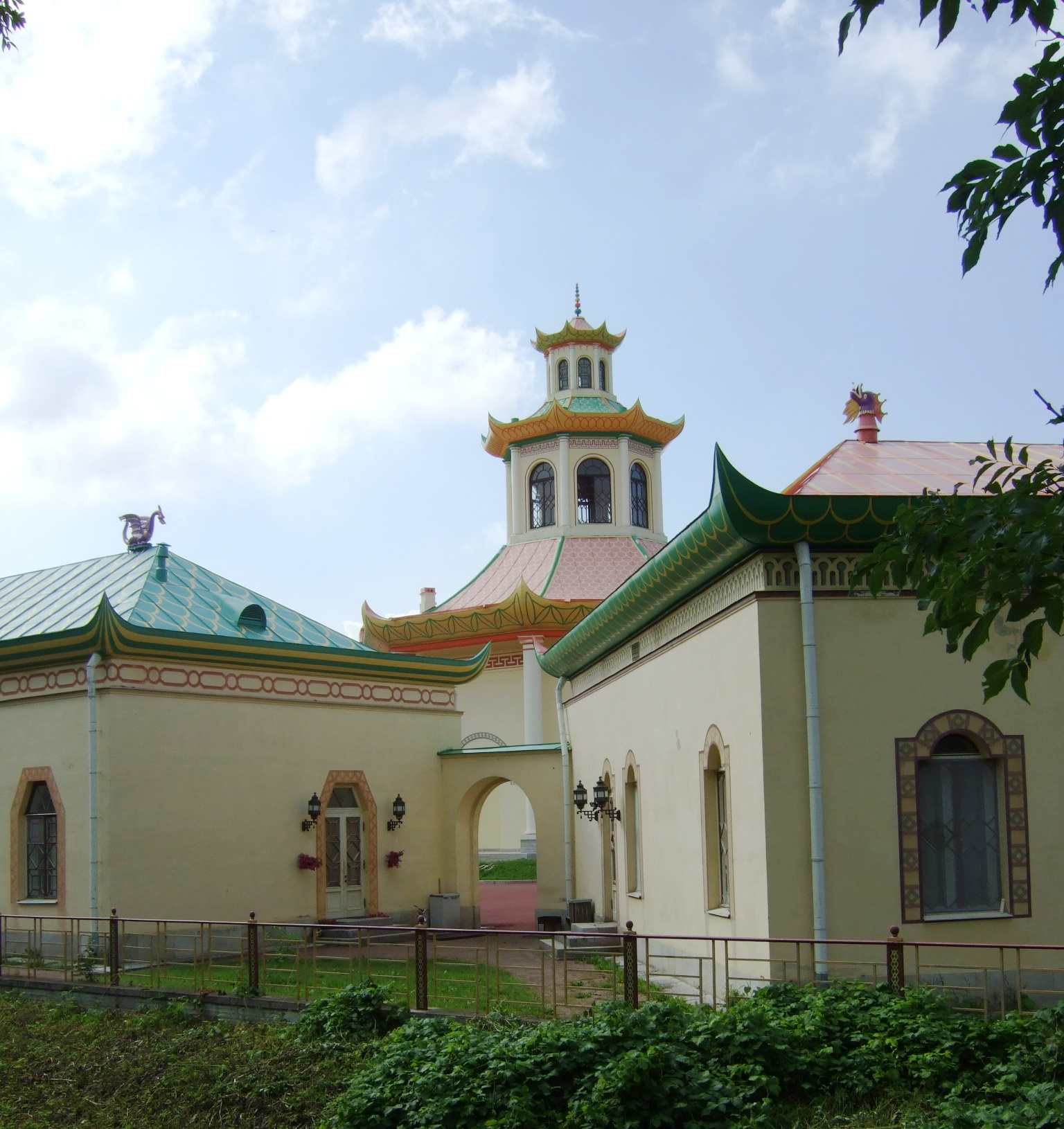
Китайське Село, побудоване за проектом А. Рінальді

- Китайське Село
- Китайський театр (Царське Село)
- Чесменська колона
- Морейська колона
- Кагульський обеліск

### Твори в Петербурзі
- Князь-Володимирський собор
- так званий третій Ісаакіївський собор, перебудований
- Мармуровий палац для Г. Орлова
- храм Св. Катерини, Невський проспект
- Тучков буян ( комори для зберігання пеньки )